# Войцюк Володимир Семенович
Войцю́к Володи́мир Семе́нович (9 червня 1930, смт Єзупіль Івано-Франківської області — 4 червня 2010, Івано-Франківськ) — український меценат, педагог, член Спілки краєзнавців Прикарпаття.

## Життєпис
Володимир Войцюк народився 9 червня 1930 року в Єзуполі в родині Семена Войцюка, сина Федора і Марії, дочки Микити з дому Магун. Мальовнича природа околиць містечка, патріотичні родинні традиції, вроджена працелюбність сформували з дитини справжнього патріота.
Закінчивши міську початкову школу, вже під час німецької окупації вступив до Станіславівської української гімназії, де навчався на відмінно. Та прихід Червоної армії перешкодив подальшому навчанню у Станіславові. Восени 1944 року в Єзуполі відкривається середня школа і Володимир вступив туди відразу до восьмого класу. Тут він став членом підпільної організації юнацтва ОУН, сумлінно виконував усі її доручення.
Після закінчення Єзупільської середньої школи Володимир Войцюк навчався в Станіславському учительському інституті на фізико-математичному факультеті. Виїзд з Єзуполя на навчання у Станіслав врятував Володимира. Адже 11 березня 1948 року члени єзупільської підпільної організації ОУН були заарештовані органами КГБ і засуджені на 25 років каторжних робіт кожен в радянських ГУЛАГах.
Після закінчення інституту Володимир Войцюк працював у Єзупільській середній школі. Навчив багатьох поколінь односельчан математики і креслення. Був вимогливим, але справедливим вчителем.
Вийшовши на пенсію, Володимир Войцюк виїхав до хворої матері у США та зв'язків із рідним Прикарпаттям не поривав. Працюючи двірником в Нью-Йорку, майже всі свої заощадження виділяв на матеріальну допомогу своїм землякам, рідному містечку.

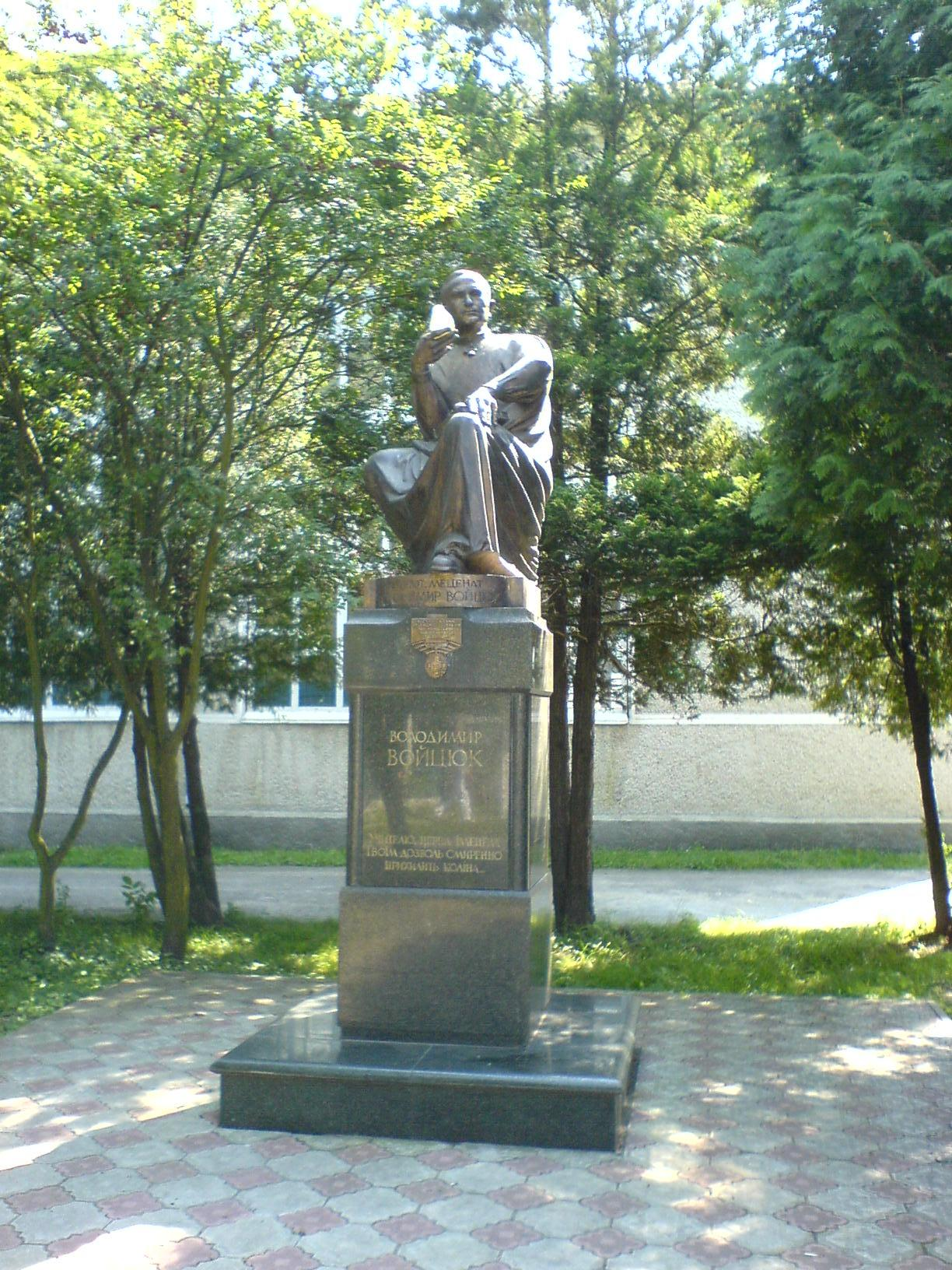
Пам'ятник Войцюку в Єзуполі

Важкою фізичною працею на чужині, заробивши невеликі заощадження, так необхідні в його похилому віці, він не забув про рідний край. Меценатство простого американського двірника є вражаючим:
- матеріальна допомога у створенні патріотичних кінострічок «Голод-33», «Нескорений» про Романа Шухевича та «Атентат — Осіннє вбивство у Мюнхені» про Степана Бандеру;
- будівництво пам'ятників Тарасові Шевченку, Іванові Франку (обидва — 2000), ченцю Памву Беринді (2008) у рідному Єзуполі, а також фінансування виготовлення і спорудження пам'ятників для Івано-Франківська: погруддя українському бджоляреві Петру Прокоповичу та бронзового монумента з нагоди 85-річчя проголошення Західно-Української Народної Республіки;
- спонсорування газифікації рідного селища;
- видання книги Г. Кушнір «Єзупіль в роки незалежності»;
- подарунок коштовного образу Богородиці для новозбудованої церкви в івано-франківському мікрорайоні Пасічна;
- матеріальна допомога сім'ям єзупільчан.

За значний особистий внесок у розвиток національної культури Володимир Войцюк отримав високу державну нагороду — орден «За заслуги» ІІІ ступеня та був нагороджений Папою Римським Бенедиктом XVI орденом Лицаря Святого папи Сильвестра. У 2001 році сесія Єзупільської селищної ради постановила визнати Володимира Войцюка почесним жителем Єзуполя. А в 2005 році вдячні єзупольці встановили у містечку пам'ятник меценатові, а Івано-Франківським міськвиконкомом було прийнято рішення перейменувати одну з вулиць міста на вулицю Володимира Войцюка.
4 червня 2010 року життя відомого на Івано-Франківщині мецената, патріота України, члена Спілки краєзнавців Прикарпаття Володимира Войцюка обірвалося.

## Виноски
1. ↑  Непоправна втрата для району[недоступне посилання з червня 2019]
2. ↑  Помер відомий івано-франківськй меценат Володимир Войцюк [Архівовано 8 червня 2010 у Wayback Machine.] на www.zik.com.ua (ЗІК: Західна інформаційна корпорація) [Архівовано 13 травня 2008 у Wayback Machine.]